# 플랫폼 슈즈

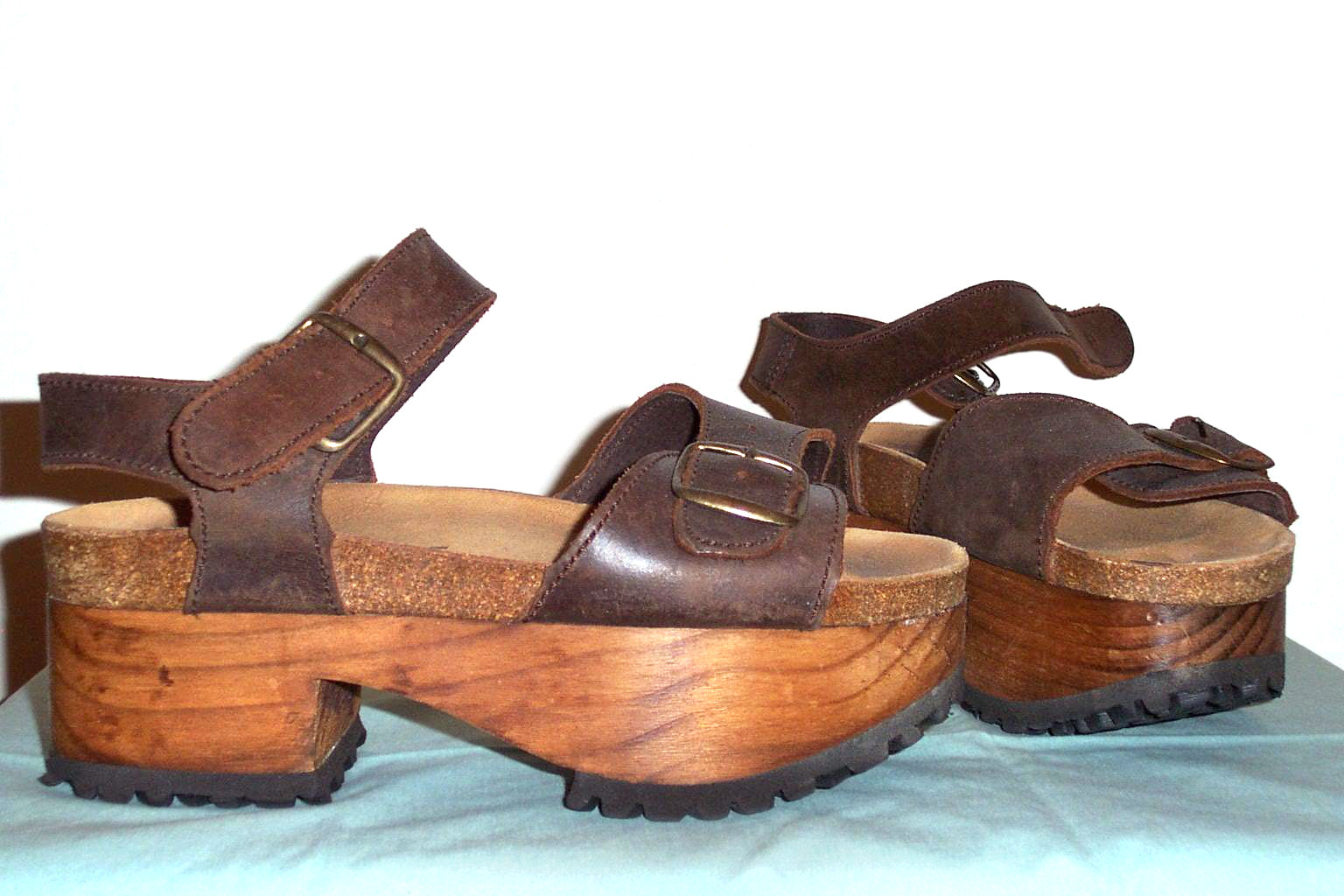
나무로 된 플랫폼 샌들

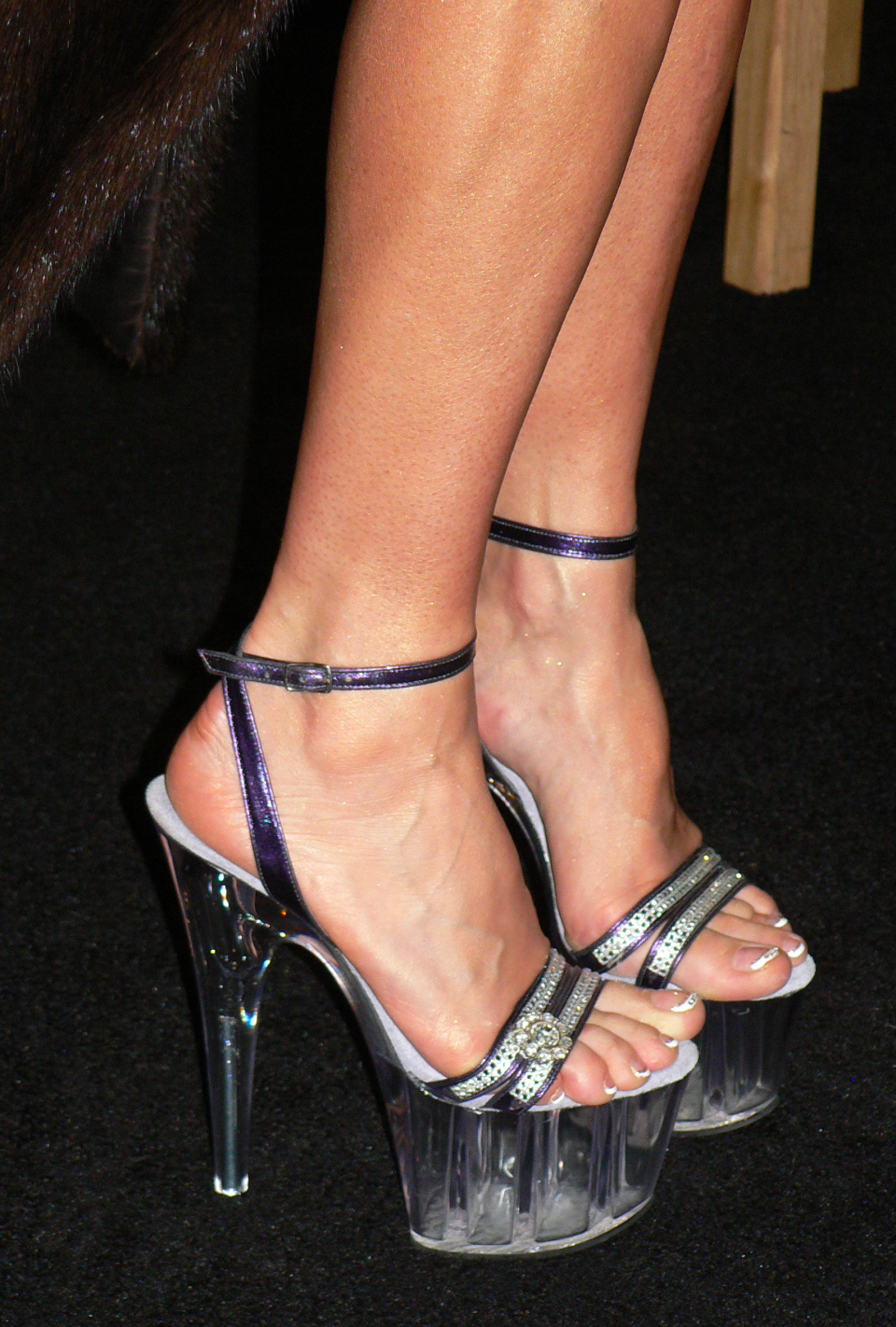
하이힐

플랫폼 슈즈(platform shoes)는 보통 3-10cm 정도의 두꺼운 발판이 있는 신발, 부츠, 샌들을 지칭한다. 하이힐이 플랫폼 슈즈에 포함되기도 한다.